# Малчезине
Малчѐзине (на италиански: Malcesine; на венециански: Malsèsen, Малсесен) е малко градче и община в Северна Италия, провинция Верона, регион Венето. Разположено е на 89 m надморска височина, на североизточния бряг на езеро Гарда. Населението на общината е 3736 души (към 2015 г.).